# Ficimia hardyi
Espèce
Statut de conservation UICN

 EN B1ab(iii) : En danger
Ficimia hardyi est une espèce de serpents de la famille des Colubridae.

## Répartition
Cette espèce est endémique du Mexique. Elle se rencontre dans les États d'Hidalgo et de San Luis Potosí.

## Étymologie
Son nom d'espèce, hardyi, lui a été donné en l'honneur de Laurence McNeil Hardy (1939-), herpétologiste américain.

## Publication originale
- Mendoza-Quijano  & Smith, 1993 : A new species of hooknose snake, Ficimia (Reptilia, Serpentes). Journal of Herpetology, vol. 27, n. 4, p. 406-410 (introduction).